# Ligne de Caltanissetta à Palerme
 (septembre 2021).
Si vous disposez d'ouvrages ou d'articles de référence ou si vous connaissez des sites web de qualité traitant du thème abordé ici, merci de compléter l'article en donnant les références utiles à sa vérifiabilité et en les liant à la section « Notes et références ».
La ligne de Caltanissetta à Palerme est une ligne ferroviaire gérée par la RFI qui utilise des lignes ferroviaires construites à différentes époques :
- le tronçon de Caltanissetta Centrale à Caltanissetta Xirbi de la ligne Caltanissetta Xirbi-Agrigente inauguré entre 1874 et 1880 ;
- le tronçon de Caltanissetta Xirbi à Palermo Centrale de la ligne Palerme-Catane inauguré entre 1863 et 1885.

## Trafic
La ligne est traversée par les trains régionaux de la branche Roccapalumba Alia-Caltanissetta Xirbi-Caltanissetta Centrale, par un train régional de la branche Agrigente Centrale-Caltanissetta Xirbi-Caltanissetta Centrale (via Roccapalumba Alia) et par les trains régionaux rapides de la branche Palermo Centrale-Caltanissetta Xirbi-Catania Centrale -Syracuse (et vice versa).
Les principaux arrêts de Caltanissetta à Palerme sont : Caltanissetta Xirbi, Villalba, Vallelunga, Valledolmo, Roccapalumba Alia, Montemaggiore Belsito, Cerda, Termini Imerese, Bagheria.
Dans l'ensemble, la distance entre Caltanissetta et Palerme est de 131 km.